# Saint-Étienne-des-Sorts
Saint-Étienne-des-Sorts là một xã trong vùng Occitanie. Xã Saint-Étienne-des-Sorts nằm ở khu vực có độ cao trung bình 30 mét trên mực nước biển.